# خوخنوفسکایا
خوخنوفسکایا (به لاتین: Khokhnovskaya) یک منطقهٔ مسکونی در روسیه است که در استان آرخانگلسک واقع شده‌است.